# 全国高等学校野球選手権高知大会
全国高等学校野球選手権高知大会（ぜんこくこうとうがっこうやきゅうせんしゅけんこうちたいかい）は、高知県で開催されている全国高等学校野球選手権大会の地方大会である。

## 沿革
- 1920年（第6回） - 四国大会に高知商が県勢として初参加。
- 1948年（第30回） - 四国大会が廃止され徳島・高知両県による南四国大会に参加。
- 1979年（第61回） - 南四国大会が廃止され高知県単独で優勝校1校が選手権大会へ出場できるようになる。
- 1997年（第79回） - 全国の地方大会で初めて連合チーム（高岡宇佐・高知海洋）が出場。
- 2016年（第98回） - 高知県高野連が決勝戦を県内の高校野球部員が観戦するよう企画[1][2]。
- 2018年（第100回） - タイブレーク導入。
- 2020年（第102回） - 新型コロナウイルス感染症流行により本大会と全ての地方大会が中止となった事に伴う高知県独自の代替大会として「2020高知県高等学校夏季特別野球大会」が7月18日から8月2日まで参加23チームで開催された。

## 使用球場
- 高知県立春野運動公園野球場
- 高知市野球場

## 大会結果

### 1県1代表以前
高知大会で上位に入った高校は徳島大会上位校と南四国代表1枠を争う「南四国大会」への出場権を得ていた。ただし、第40回大会以降の記念大会では1県1代表となり、高知大会優勝校が選手権出場権を得ていた。
| 大会（年度）         | 校数 | 1位           | 決勝戦 | 2位    | 備考                    |
| -------------------- | ---- | ------------- | ------ | ------ | ----------------------- |
| 第30回大会（1948年） | 9    | 高知商        | 7 - 6  | 高知工 | 上位2校が南四国大会出場 |
| 第31回大会（1949年） | 13   | 高知          | 7 - 1  | 高知商 | 〃                      |
| 第32回大会（1950年） | 17   | 高知商        | 7 - 0  | 土佐   | 〃                      |
| 第33回大会（1951年） | 15   | 高知商        | 2 - 1  | 土佐   | 〃                      |
| 第34回大会（1952年） | 15   | 土佐 高知商   | 1 - 1  |        | 〃                      |
| 第35回大会（1953年） | 13   | 高知商        | 2 - 1  | 土佐   | 〃                      |
| 第36回大会（1954年） | 14   | 土佐          | 3 - 1  | 高知商 | 〃                      |
| 第37回大会（1955年） | 14   | 高知商        | 4 - 0  | 城東   | 〃                      |
| 第38回大会（1956年） | 12   | 高知商        | 13 - 4 | 高知   | 〃                      |
| 第39回大会（1957年） | 13   | 高知商        | 2 - 0  | 高知   | 〃                      |
| 第40回大会（1958年） | 13   | 高知商        | 4 - 2  | 土佐   | 高知商が全国大会出場    |
| 第41回大会（1959年） | 14   | 高知商        | 7 - 3  | 高知   | 上位1校が南四国大会出場 |
| 第42回大会（1960年） | 14   | 高知商 高知   |        |        | 上位2校が南四国大会出場 |
| 第43回大会（1961年） | 14   | 高知商 追手前 |        |        | 〃                      |
| 第44回大会（1962年） | 14   | 高知商 高知   |        |        | 〃                      |
| 第45回大会（1963年） | 14   | 高知          | 4 - 2  | 高知商 | 高知が全国大会出場      |
| 第46回大会（1964年） | 16   | 高知 高知商   |        |        | 上位2校が南四国大会出場 |
| 第47回大会（1965年） | 16   | 高知 伊野商   |        |        | 〃                      |
| 第48回大会（1966年） | 17   | 土佐 高知     |        |        | 〃                      |
| 第49回大会（1967年） | 16   | 土佐 高知     |        |        | 〃                      |
| 第50回大会（1968年） | 17   | 高知          | 1 - 0  | 土佐   | 高知が全国大会出場      |
| 第51回大会（1969年） | 17   | 高知商 中村   |        |        | 上位2校が南四国大会出場 |
| 第52回大会（1970年） | 18   | 高知商 土佐   |        |        | 〃                      |
| 第53回大会（1971年） | 18   | 土佐 高知     |        |        | 〃                      |
| 第54回大会（1972年） | 18   | 高知商 土佐   |        |        | 〃                      |
| 第55回大会（1973年） | 17   | 高知商        | 3 - 0  | 土佐   | 高知商が全国大会出場    |
| 第56回大会（1974年） | 19   | 高知 高知西   | なし   |        | 上位2校が南四国大会出場 |
| 第57回大会（1975年） | 19   | 土佐 中村     | なし   |        | 〃                      |
| 第58回大会（1976年） | 21   | 高知商 安芸   | なし   |        | 〃                      |
| 第59回大会（1977年） | 20   | 高知 高知商   | なし   |        | 〃                      |
| 第60回大会（1978年） | 21   | 高知商        | 2 - 1  | 土佐   | 高知商が全国大会出場    |

### 1県1代表後
| 大会（年度）          | 校数 | 優勝校   | 決勝スコア | 準優勝校 | 備考       |
| --------------------- | ---- | -------- | ---------- | -------- | ---------- |
| 第61回大会（1979年）  | 20   | 高知     | 1x - 0     | 明徳     | 延長10回   |
| 第62回大会（1980年）  | 22   | 高知商   | 3x - 2     | 明徳     |            |
| 第63回大会（1981年）  | 21   | 高知     | 12 - 9     | 土佐     |            |
| 第64回大会（1982年）  | 24   | 高知商   | 6 - 1      | 高知     |            |
| 第65回大会（1983年）  | 24   | 高知商   | 6x - 5     | 高知東   |            |
| 第66回大会（1984年）  | 25   | 明徳義塾 | 5 - 4      | 高知     | 延長10回   |
| 第67回大会（1985年）  | 25   | 高知商   | 5 - 1      | 伊野商   |            |
| 第68回大会（1986年）  | 25   | 高知商   | 5x - 3     | 明徳義塾 |            |
| 第69回大会（1987年）  | 26   | 伊野商   | 2 - 0      | 明徳義塾 |            |
| 第70回大会（1988年）  | 27   | 高知商   | 6 - 2      | 高知     |            |
| 第71回大会（1989年）  | 27   | 土佐     | 3 - 1      | 高知南   |            |
| 第72回大会（1990年）  | 27   | 高知商   | 8 - 4      | 明徳義塾 |            |
| 第73回大会（1991年）  | 29   | 明徳義塾 | 2 - 0      | 追手前   |            |
| 第74回大会（1992年）  | 29   | 明徳義塾 | 6 - 1      | 伊野商   |            |
| 第75回大会（1993年）  | 30   | 高知商   | 5 - 3      | 土佐     |            |
| 第76回大会（1994年）  | 30   | 宿毛     | 5 - 3      | 安芸     |            |
| 第77回大会（1995年）  | 30   | 高知商   | 11 - 2     | 高知     |            |
| 第78回大会（1996年）  | 30   | 明徳義塾 | 7 - 5      | 土佐     | 延長13回   |
| 第79回大会（1997年）  | 32   | 高知商   | 1 - 0      | 明徳義塾 |            |
| 第80回大会（1998年）  | 32   | 明徳義塾 | 2x - 1     | 高知     | 延長11回   |
| 第81回大会（1999年）  | 33   | 明徳義塾 | 8 - 5      | 高知     |            |
| 第82回大会（2000年）  | 33   | 明徳義塾 | 4 - 2      | 土佐     |            |
| 第83回大会（2001年）  | 30   | 明徳義塾 | 9 - 1      | 高知     |            |
| 第84回大会（2002年）  | 31   | 明徳義塾 | 7 - 4      | 高知     |            |
| 第85回大会（2003年）  | 32   | 明徳義塾 | 5 - 3      | 高知     |            |
| 第86回大会（2004年）  | 32   | 明徳義塾 | 4 - 2      | 高知商   |            |
| 第87回大会（2005年）  | 31   | 高知     |            |          | [ 注釈 1 ] |
| 第88回大会（2006年）  | 32   | 高知商   | 11 - 6     | 明徳義塾 |            |
| 第89回大会（2007年）  | 32   | 高知     | 7 - 1      | 明徳義塾 |            |
| 第90回大会（2008年）  | 32   | 高知     | 10 - 2     | 高知商   |            |
| 第91回大会（2009年）  | 31   | 高知     | 3 - 2      | 明徳義塾 |            |
| 第92回大会（2010年）  | 32   | 明徳義塾 | 5 - 0      | 高知商   |            |
| 第93回大会（2011年）  | 33   | 明徳義塾 | 2 - 1      | 高知     |            |
| 第94回大会（2012年）  | 33   | 明徳義塾 | 2x - 1     | 高知     | 延長12回   |
| 第95回大会（2013年）  | 32   | 明徳義塾 | 2 - 1      | 高知     |            |
| 第96回大会（2014年）  | 31   | 明徳義塾 | 6 - 5      | 高知     |            |
| 第97回大会（2015年）  | 31   | 明徳義塾 | 7 - 6      | 高知     |            |
| 第98回大会（2016年）  | 29   | 明徳義塾 | 4 - 2      | 中村     |            |
| 第99回大会（2017年）  | 28   | 明徳義塾 | 7 - 3      | 梼原     |            |
| 第100回大会（2018年） | 28   | 高知商   | 10 - 2     | 明徳義塾 |            |
| 第101回大会（2019年） | 26   | 明徳義塾 | 4 - 1      | 高知     |            |
| 独自大会（2020年）    | 23   | 高知     | 3 - 2      | 明徳義塾 |            |
| 第103回大会（2021年） | 24   | 明徳義塾 | 5 - 3      | 高知     |            |
| 第104回大会（2022年） | 24   | 明徳義塾 | 8 - 7      | 高知     |            |
| 第105回大会（2023年） | 23   | 高知中央 | 4 - 3      | 高知     |            |
| 第106回大会（2024年） | 23   | 明徳義塾 | 5 - 3      | 高知     |            |
| 第107回大会（2025年） | 23   | 高知中央 | 3 - 2      | 明徳義塾 |            |

- 校数は複数校で構成される連合チームを1校とする

## 放送・配信体制

### テレビ
- NHK高知放送局（準決勝・決勝を放送）
- テレビ高知 - 決勝戦が平日の場合はJNN協定（JNN協定）の規定のため、試合途中である14:00からの飛び乗りとなる。
- 高知ケーブルテレビ - 春野球場で行われる試合を1回戦から決勝まで放送。

### ラジオ
- 高知放送（決勝を放送）
- NHK高知放送局（準々決勝から決勝を放送）

### 配信
- ケーブルテレビの中継をバーチャル高校野球でも配信（2021年から全試合）
- 2022年は高知市野球場の全試合もバーチャル高校野球で配信。